# Finales NBA 2025
Navigation
Finales 2024 Finales 2026
Les Finales NBA 2025 sont la dernière série de matchs de la saison 2024-2025 de la National Basketball Association (NBA) et la conclusion des séries éliminatoires (playoffs) de la saison.
La série des Finales 2025 oppose le champion de la conférence Ouest, le Thunder d'Oklahoma City, qui font leur seconde apparition en Finales NBA de leur histoire, après les Finales NBA 2012 (les Finales de 1978, 1979 et de 1996 étaient en tant que SuperSonics de Seattle), et le vainqueur de la conférence Est, les Pacers de l'Indiana, de retour en Finales NBA après celles de la saison 2000.

## Contexte
C’est la première rencontre entre Oklahoma City et Indiana lors des séries éliminatoires. Oklahoma City a remporté ses deux confrontations en saison régulière contre Indiana. Le Thunder n’a pas perdu un match à domicile contre une équipe de la conférence Est depuis sa défaite contre les Pacers le 12 mars 2024.

### Thunder d'Oklahoma City
Lors de la saison 2024-2025, Oklahoma City a connu la meilleure saison dans l’histoire de sa franchise, terminant avec un bilan de 68-14 pour s’assurer la première place de la conférence Ouest pour une deuxième année consécutive. Ils l’ont fait de manière dominante, obtenant un écart de points de 12,9 points par match pendant la saison régulière, ce qui est plus d’un demi-point supérieur au record précédent établi par les Lakers de Los Angeles en 1971-1972 lorsque Los Angeles battait ses adversaires par 12,3 points d'écart par match. L'équipe est menée par le NBA Most Valuable Player de la saison régulière, Shai Gilgeous-Alexander, qui termine meilleur marqueur de la saison régulière avec 32,7 points par match tout en réalisant 6,4 passes décisives et 5 rebonds par match. Joueur de troisième année, Jalen Williams a continué son ascension en tant que l’un des meilleurs ailiers de la ligue, améliorant toutes les catégories statistiques majeures de la saison dernière, devenant All-Star pour la première fois et faisant partie de la All-NBA Third Team.

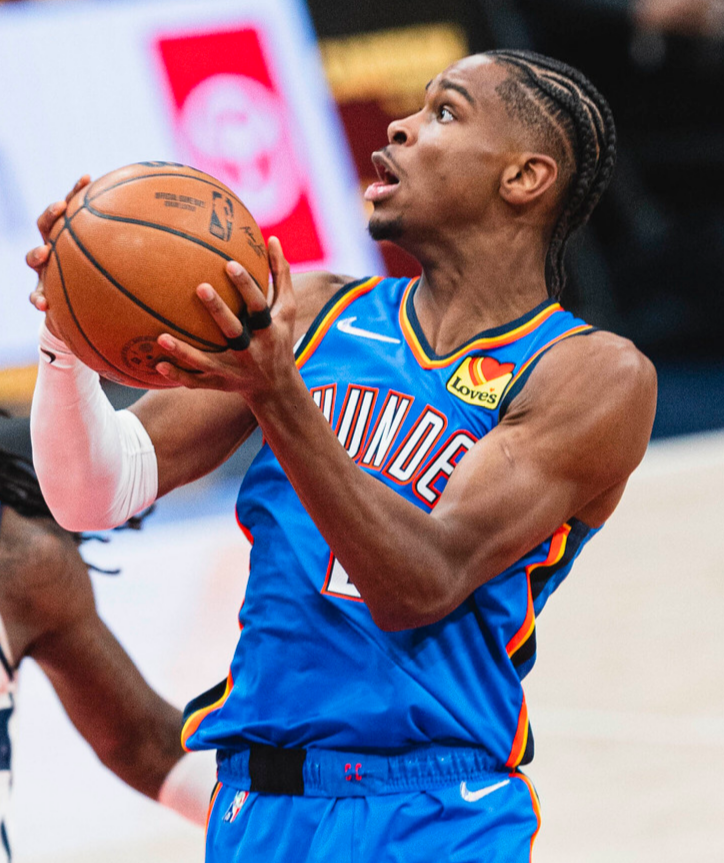
Shai Gilgeous-Alexander, MVP de la saison régulière et MVP de la finale de conférence Ouest, leader de l'équipe du Thunder.

Après avoir perdu contre les Mavericks de Dallas en demi-finale de conférence la saison dernière, l’équipe a acquis des joueurs vétérans comme Isaiah Hartenstein et Alex Caruso. Gilgeous-Alexander, Williams, Hartenstein, Caruso, le pivot de deuxième année, Chet Holmgren et l'arrière Luguentz Dort ont formé une unité défensive solide afin qu'OKC mène la ligue dans la plupart des catégories défensives,,. Dort est également récompensé par une sélection dans la NBA All-Defensive First Team, tandis que Williams est élu dans la NBA All-Defensive Second Team. Pour avoir établi cet effectif, le manager général du Thunder, Sam Presti, est nommé NBA Executive of the Year. L’entraîneur principal Mark Daigneault, qui a été nommé entraîneur de l’année la saison précédente, est arrivé quatrième pour le prix cette saison. OKC a terminé avec 16 victoires de plus que les Rockets de Houston, deuxième meilleure équipe de la conférence Ouest.
Lors des playoffs, le Thunder a rapidement éliminé les Grizzlies de Memphis en quatre matchs au premier tour. Pour la demi-finale de conférence, ils ont battu les Nuggets de Denver en sept matchs, avec une victoire écrasante à domicile lors du septième match décisif. En finale de conférence, ils ont remporté la série facilement contre les Timberwolves du Minnesota en cinq matchs. Oklahoma City a un bilan de 8-1 à domicile lors des playoffs jusqu’à présent. Ils ont gagné ces huit matchs par 51, 19, 43, 7, 32, 26, 15 et 30 points d'avance, avec pour seule défaite un match contre les Nuggets sur un buzzer beater d’Aaron Gordon lors du match 1.
Cela marque la première apparition d’Oklahoma City en Finales NBA depuis 2012. Leur seul titre de champion date de 1979 lorsqu’ils étaient connus sous le nom de SuperSonics de Seattle. À l’exception de Caruso, qui a remporté un titre de champion avec les Lakers de Los Angeles en 2020, cela marque également la première apparition en Finales NBA pour tous les joueurs et entraîneurs de la formation. Le Thunder est la plus jeune équipe à atteindre les Finales NBA depuis les Trail Blazers de Portland en 1977.

### Pacers de l'Indiana
Pendant une grande partie de la saison, Indiana était une équipe à l'équilibre, ou à peine, atteignant un point bas après une défaite à domicile contre Charlotte le 8 décembre pour mettre leur bilan à 10-15. Au cœur des difficultés de l’équipe en début de saison se trouvait le meneur titulaire, Tyrese Haliburton, qui a déclaré publiquement qu’il éprouvait des difficultés personnelles. Leur saison a été relancée à partir de janvier où l'équipe conclut un bilan de 10-2, et après la pause du All-Star Game, ils sont passés à 20-9. Durant la remontée de l'équipe au classement, Haliburton a vu ses statistiques et son impact augmenter, l’équipe était en meilleure santé (les titulaires comme Haliburton, Andrew Nembhard et Aaron Nesmith étaient blessés en début d'année), et leur défense s’est améliorée de façon spectaculaire, se classant neuvième en efficacité défensive après le début du mois de décembre. L'ailier Pascal Siakam a obtenu sa troisième participation au NBA All-Star Game, tandis que Haliburton a obtenu sa deuxième sélection consécutive dans la All-NBA Third Team,. Une autre caractéristique de l’équipe est sa profondeur d'effectif, car aucun joueur des Pacers n’a joué plus de 33,6 minutes par match en moyenne pendant la saison régulière.

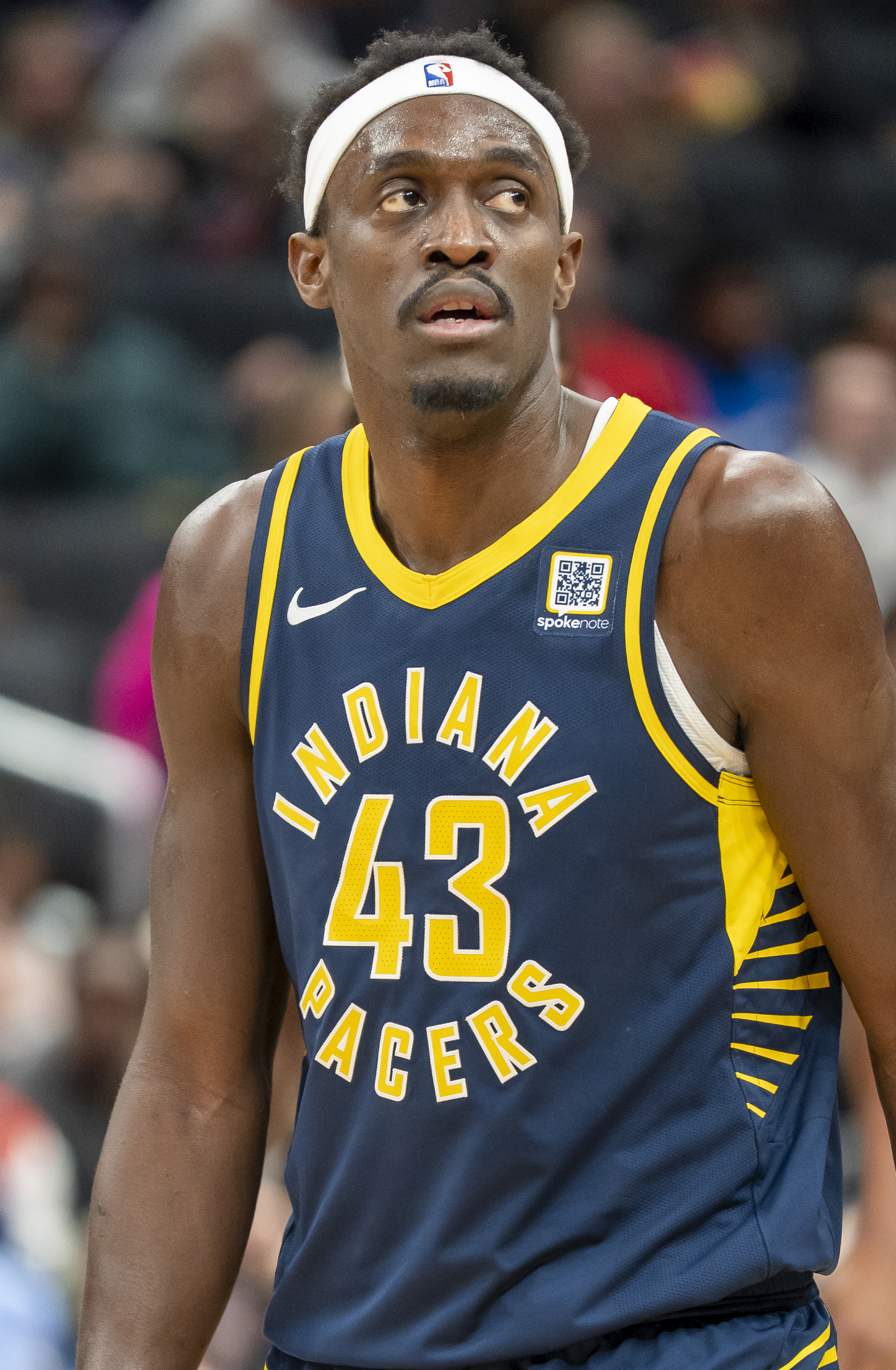
Pascal Siakam, fait sa seconde apparition en Finales NBA après 2019. Il est élu MVP de la finale de conférence Est.

L’équipe termine avec un bilan de 50-32, marquant la première saison avec au moins 50 victoires pour Indiana depuis 2014 et obtient la quatrième place pour les playoffs de la Conférence Est. Au premier tour, les Pacers ont rencontré les Bucks de Milwaukee, une revanche des playoffs de l’année précédente. Ils ont remporté la série en cinq matchs, mis en évidence par une remontée de 7 points en 40 secondes en prolongation lors du cinquième match. Ils ont ensuite surpris les Cavaliers de Cleveland, leader de la conférence avec 64 victoires, en demi-finale de conférence en cinq matchs, qui a de nouveau été mis en évidence par un retour improbable lorsqu’ils ont remporté le second match après été mené de 7 points avec 46 secondes restantes et un panier victorieux à trois points d'Haliburton. La troisième remontée improbable des Pacers s’est produite contre les Knicks de New York dans le premier match des finales de conférence : avec 14 points à remonter en 2 minutes 45 secondes à jouer, les Pacers ont pu remporter le match en prolongation. Indiana a été la première équipe depuis 1997 à remporter un match où elle était menée de 14 points ou plus avec 2:45 à jouer.
Les Pacers font leur seconde apparition en Finales NBA. Leur seule apparition est survenue en 2000 dans une défaite en six matchs contre les Lakers de Los Angeles. L’entraîneur des Pacers, Rick Carlisle, qui était l’assistant de l’entraîneur-chef, Larry Bird, lors des Finales NBA de 2000, cherche à remporter son deuxième titre de campion en tant qu’entraîneur principal. Carlisle a précédemment remporté une bague de champion en tant que joueur des Celtics de Boston de 1986 et en tant qu’entraîneur des Mavericks de Dallas en 2011. Pascal Siakam revient en Finales NBA pour la deuxième fois après avoir remporté un titre en 2019 avec les Raptors de Toronto. Les seuls autres joueurs de l'effectif ayant une expérience des Finales NBA sont Aaron Nesmith et Thomas Bryant ; Nesmith a joué un petit rôle dans l'équipe des Celtics de 2022 et Bryant a remporté un titre avec les Nuggets de Denver en 2023. En cas de victoire, les Pacers peuvent devenir l’équipe la moins bien classée à remporter un titre de champion depuis les Rockets de Houston de 1995, qui l’ont remporté en tant que sixième tête de série de leur conférence.

## Lieux des Finales
Les deux salles pour le tournoi ces finales sont : la Paycom Center à Oklahoma City et la Gainbridge Fieldhouse à Indianapolis.
| Thunder d'Oklahoma City    | \| Oklahoma City Indianapolis \| | Pacers de l'Indiana   |
| Paycom Center              | \| Oklahoma City Indianapolis \| | Gainbridge Fieldhouse |
| Capacité: 18 203           | \| Oklahoma City Indianapolis \| | Capacité: 18 345      |
| Gainbridge Fieldhouse      | \| Oklahoma City Indianapolis \| | Paycom Center         |
| Oklahoma City Indianapolis |                                  |                       |

## Résumé de la saison

### Parcours comparés vers les finales NBA
| Conférence Ouest | Conférence Ouest                    | Conférence Ouest | Conférence Ouest | Conférence Ouest | Conférence Ouest | Conférence Ouest | Conférence Ouest |
| No               | Franchise                           | Vic.             | Def.             | MJ               | V/D              | GB               |                  |
| ---------------- | ----------------------------------- | ---------------- | ---------------- | ---------------- | ---------------- | ---------------- | ---------------- |
| 1                | Thunder d'Oklahoma City - c         | 68               | 14               | 82               | .829             | –                |                  |
| 2                | Rockets de Houston - y              | 52               | 30               | 82               | .634             | 16               |                  |
| 3                | Lakers de Los Angeles - y           | 50               | 32               | 82               | .610             | 18               |                  |
| 4                | Nuggets de Denver - x               | 50               | 32               | 82               | .610             | 18               |                  |
| 5                | Clippers de Los Angeles - x         | 50               | 32               | 82               | .610             | 18               |                  |
| 6                | Timberwolves du Minnesota - x       | 49               | 33               | 82               | .598             | 19               |                  |
|                  |                                     |                  |                  |                  |                  |                  |                  |
| 7                | Warriors de Golden State - x        | 48               | 34               | 82               | .585             | 20               |                  |
| 8                | Grizzlies de Memphis - x            | 48               | 34               | 82               | .585             | 20               |                  |
| 9                | Kings de Sacramento - pi            | 40               | 42               | 82               | .488             | 28               |                  |
| 10               | Mavericks de Dallas - pi            | 39               | 43               | 82               | .476             | 29               |                  |
|                  |                                     |                  |                  |                  |                  |                  |                  |
| 11               | Suns de Phoenix - o                 | 36               | 46               | 82               | .439             | 32               |                  |
| 12               | Trail Blazers de Portland - o       | 36               | 46               | 82               | .439             | 32               |                  |
| 13               | Spurs de San Antonio - o            | 34               | 48               | 82               | .415             | 34               |                  |
| 14               | Pelicans de La Nouvelle-Orléans - o | 21               | 61               | 82               | .256             | 47               |                  |
| 15               | Jazz de l'Utah - o                  | 17               | 65               | 82               | .207             | 51               |                  |

| Conférence Est | Conférence Est             | Conférence Est | Conférence Est | Conférence Est | Conférence Est | Conférence Est | Conférence Est |
| No             | Franchise                  | Vic.           | Déf.           | MJ             | V/D            | GB             |                |
| -------------- | -------------------------- | -------------- | -------------- | -------------- | -------------- | -------------- | -------------- |
| 1              | Cavaliers de Cleveland - c | 64             | 18             | 82             | .780           | –              |                |
| 2              | Celtics de Boston - y      | 61             | 21             | 82             | .744           | 3              |                |
| 3              | Knicks de New York - x     | 51             | 31             | 82             | .622           | 13             |                |
| 4              | Pacers de l'Indiana - x    | 50             | 32             | 82             | .610           | 14             |                |
| 5              | Bucks de Milwaukee - x     | 48             | 34             | 82             | .585           | 16             |                |
| 6              | Pistons de Détroit - x     | 44             | 38             | 82             | .537           | 20             |                |
|                |                            |                |                |                |                |                |                |
| 7              | Magic d'Orlando - y        | 41             | 41             | 82             | .500           | 23             |                |
| 8              | Hawks d'Atlanta - pi       | 40             | 42             | 82             | .488           | 24             |                |
| 9              | Bulls de Chicago - pi      | 39             | 43             | 82             | .476           | 25             |                |
| 10             | Heat de Miami - x          | 37             | 45             | 82             | .451           | 27             |                |
|                |                            |                |                |                |                |                |                |
| 11             | Raptors de Toronto - o     | 30             | 52             | 82             | .366           | 34             |                |
| 12             | Nets de Brooklyn - o       | 26             | 56             | 82             | .317           | 38             |                |
| 13             | 76ers de Philadelphie - o  | 24             | 58             | 82             | .293           | 40             |                |
| 14             | Hornets de Charlotte - o   | 19             | 63             | 82             | .232           | 45             |                |
| 15             | Wizards de Washington - o  | 18             | 64             | 82             | .220           | 46             |                |

 Matchs de saison régulière
 Le Thunder remporte la série 2 à 0.
| 26 décembre 2024 | Rapport | Thunder d'Oklahoma City 120, Pacers de l'Indiana 114 | Thunder d'Oklahoma City 120, Pacers de l'Indiana 114 | Thunder d'Oklahoma City 120, Pacers de l'Indiana 114 |  | Gainbridge Fieldhouse, Indianapolis |

| 29 mars 2025 | Rapport | Pacers de l'Indiana 111, Thunder d'Oklahoma City 132 | Pacers de l'Indiana 111, Thunder d'Oklahoma City 132 | Pacers de l'Indiana 111, Thunder d'Oklahoma City 132 |  | Paycom Center, Oklahoma City |

## Matchs des Finales

### Match 1
| 5 juin 2025 20h30 EDT | Rapport PDF | Pacers de l'Indiana 111, Thunder d'Oklahoma City 110        | Pacers de l'Indiana 111, Thunder d'Oklahoma City 110 | Pacers de l'Indiana 111, Thunder d'Oklahoma City 110                |  | Paycom Center, Oklahoma City, Oklahoma Affluence : 18 203 Arbitres : #10 John Goble, #8 Marc Davis, #16 David Guthrie, #24 Kevin Scott | ABC |
| 5 juin 2025 20h30 EDT | Rapport PDF | Score par quart-temps : 20-29, 25-28, 31-28, 35-25          |                                                      |                                                                     |  | Paycom Center, Oklahoma City, Oklahoma Affluence : 18 203 Arbitres : #10 John Goble, #8 Marc Davis, #16 David Guthrie, #24 Kevin Scott | ABC |
| 5 juin 2025 20h30 EDT | Rapport PDF | Score par mi-temps : 45-57, 66-53                           |                                                      |                                                                     |  | Paycom Center, Oklahoma City, Oklahoma Affluence : 18 203 Arbitres : #10 John Goble, #8 Marc Davis, #16 David Guthrie, #24 Kevin Scott | ABC |
| 5 juin 2025 20h30 EDT | Rapport PDF | Pascal Siakam, 19 Aaron Nesmith, 12 Haliburton, Nembhard, 6 | Points Rebonds Passes d.                             | Shai Gilgeous-Alexander, 38 Isaiah Hartenstein, 9 Jalen Williams, 6 |  | Paycom Center, Oklahoma City, Oklahoma Affluence : 18 203 Arbitres : #10 John Goble, #8 Marc Davis, #16 David Guthrie, #24 Kevin Scott | ABC |
| 5 juin 2025 20h30 EDT | Rapport PDF | Indiana mène la série 1 à 0.                                |                                                      |                                                                     |  | Paycom Center, Oklahoma City, Oklahoma Affluence : 18 203 Arbitres : #10 John Goble, #8 Marc Davis, #16 David Guthrie, #24 Kevin Scott | ABC |

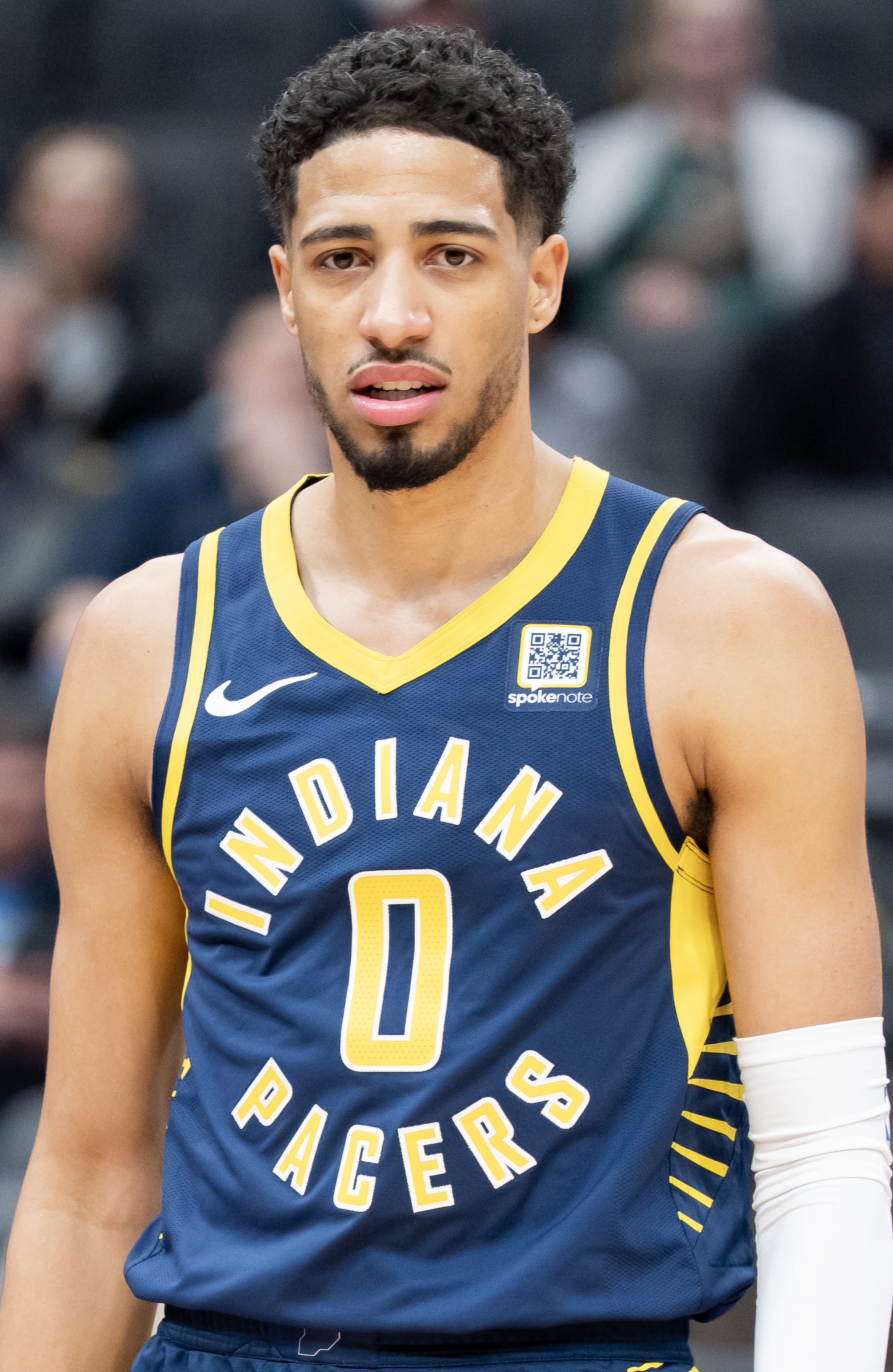
Tyrese Haliburton, qui offre le match 1 sur un tir victorieux.

Le Thunder prend une avance rapide dans le match et a forcé un nombre record de 19 pertes de balles pour Indiana en première mi-temps, prenant un avantage de 57-45 à la mi-temps. Dans le quatrième quart-temps, les Pacers comblent un déficit initial de 15 points avec 9:42 à jouer dans un match à moins de 3 points alors qu’il restait moins de deux minutes. Le Thunder était en avance d'un point, à 110-109, mais le meneur Shai Gilgeous-Alexander manque son tir, et Indiana est en passe de prendre le dernier tir du match. Rick Carlisle choisit de ne pas prendre de temps mort pour empêcher le Thunder de mettre en place sa défense. Tyrese Haliburton, qui avait déjà réussi des tirs décisifs dans les séries précédentes contre Milwaukee, Cleveland et New York, a réussi un tir en suspension au-dessus de Cason Wallace pour donner l’avantage à Indiana d'un point avec 0,3 seconde à jouer, donnant ainsi le prmeier avantage de l'équipe sur l'ensemble de la rencontre. La dernière tentative de tir du Thunder a échoué, donnant aux Pacers une nouvelle victoire improbable lors de cette campagne de playoffs.
Gilgeous-Alexander inscrit 38 points sur ce match, devenant le troisième joueur ayant inscrit le plus grand nombre de points pour ses débuts en Finales NBA derrière Allen Iverson et George Mikan.

### Match 2
| 8 juin 2025 20h00 EDT | Rapport PDF | Pacers de l'Indiana 107, Thunder d'Oklahoma City 123            | Pacers de l'Indiana 107, Thunder d'Oklahoma City 123 | Pacers de l'Indiana 107, Thunder d'Oklahoma City 123                         |  | Paycom Center, Oklahoma City, Oklahoma Affluence : 18 203 Arbitres : #15 Zach Zarba, #60 James Williams, #46 Ben Taylor, #24 Kevin Scott | ABC |
| 8 juin 2025 20h00 EDT | Rapport PDF | Score par quart-temps : 20-26, 21-33, 33-34, 33-30              |                                                      |                                                                              |  | Paycom Center, Oklahoma City, Oklahoma Affluence : 18 203 Arbitres : #15 Zach Zarba, #60 James Williams, #46 Ben Taylor, #24 Kevin Scott | ABC |
| 8 juin 2025 20h00 EDT | Rapport PDF | Score par mi-temps : 41-59, 66-64                               |                                                      |                                                                              |  | Paycom Center, Oklahoma City, Oklahoma Affluence : 18 203 Arbitres : #15 Zach Zarba, #60 James Williams, #46 Ben Taylor, #24 Kevin Scott | ABC |
| 8 juin 2025 20h00 EDT | Rapport PDF | Tyrese Haliburton, 17 Pascal Siakam, 7 Haliburton, McConnell, 6 | Points Rebonds Passes d.                             | Shai Gilgeous-Alexander, 34 Isaiah Hartenstein, 8 Shai Gilgeous-Alexander, 8 |  | Paycom Center, Oklahoma City, Oklahoma Affluence : 18 203 Arbitres : #15 Zach Zarba, #60 James Williams, #46 Ben Taylor, #24 Kevin Scott | ABC |
| 8 juin 2025 20h00 EDT | Rapport PDF | Égalité dans la série 1 à 1.                                    |                                                      |                                                                              |  | Paycom Center, Oklahoma City, Oklahoma Affluence : 18 203 Arbitres : #15 Zach Zarba, #60 James Williams, #46 Ben Taylor, #24 Kevin Scott | ABC |

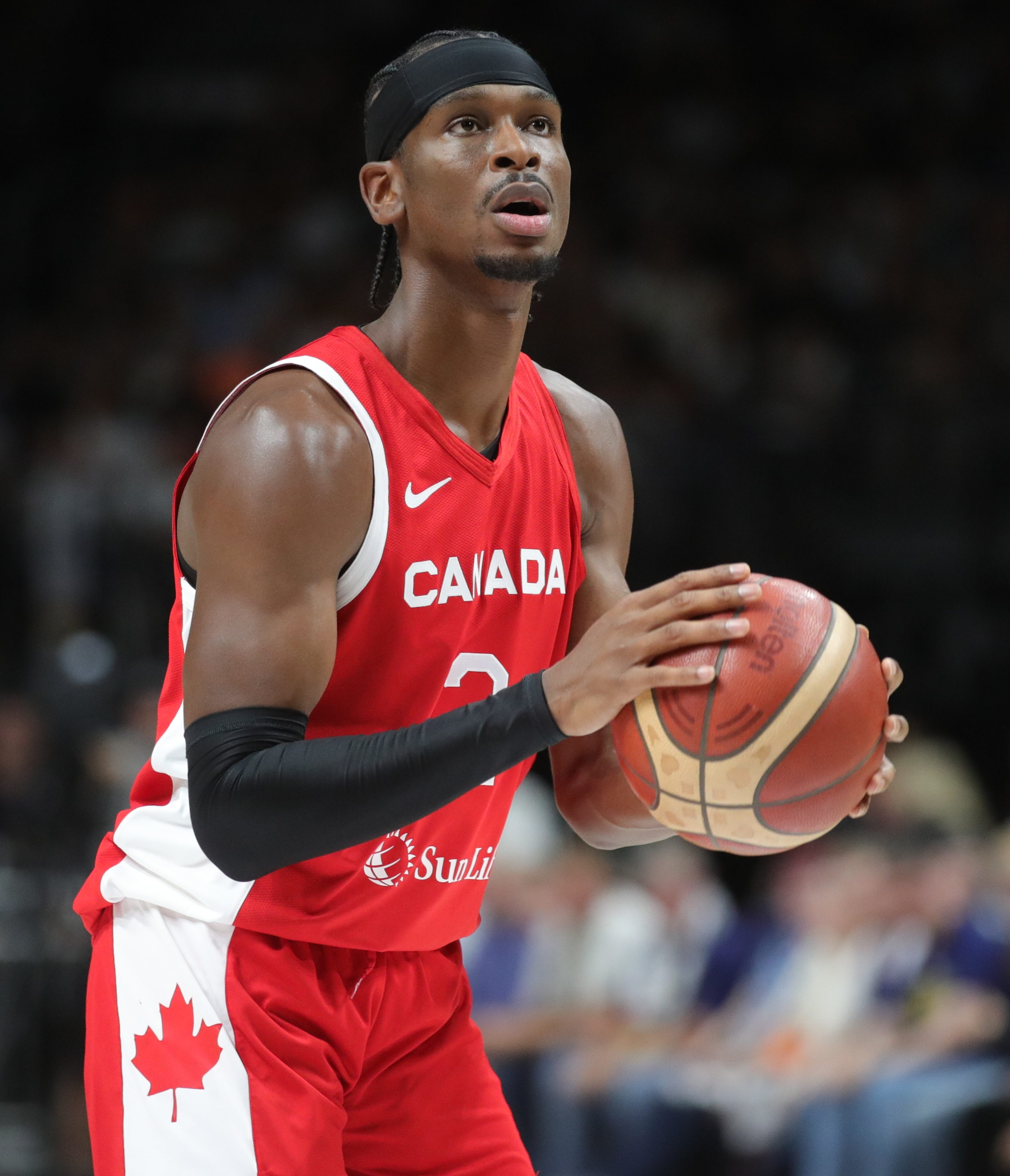
Shai Gilgeous-Alexander, leader du Thunder au scoring.

Le Thunder s’est remis de sa défaite lors du premier match en battant les Pacers 123-107 pour égaliser la finale à 1-1, remportant son premier match en Finales NBA depuis sa victoire lors du match 1 de 2012 contre le Heat de Miami. Le Thunder commence avec six points d’avance sur les Pacers à la fin du premier quart-temps. Dans le deuxième quart-temps, le Thunder a profité d’une série de 19-2, prenant une avance de 23 points avant de terminer avec 18 points à la mi-temps. Pour le reste du match, Indiana n’a pas pu réduire l’avance en dessous des 10 points. Tyrese Haliburton a tenté de provoquer une réponse de son équipe au début du quatrième quart-temps, mais une riposte du Thunder a laissé Indiana incapable de réduire l'écart sous les 19 points pendant les six premières minutes avant de céder le match.
Shai Gilgeous-Alexander a poursuivi sur sa lancée en insrivant cette fois-ci 34 points (en plus de huit passes décisives et cinq rebonds), totalisant 72 points en deux matchs. Il fait mieux qu'Allen Iverson (71 points sur les Finales NBA 2001) pour le plus grand total de points marqués lors des deux premiers matchs de Finales NBA. Gilgeous-Alexander est devenu le 12e joueur à cumuler 3 000 points en saison régulière et en playoffs combinés. Cela marque également son 9e match de playoffs à domicile consécutif avec au moins 30 points inscrits, égalant un record NBA précédemment établi par Wilt Chamberlain. Pour le reste d’Oklahoma City, Jalen Williams et Chet Holmgren ont rebondi suite à leurs mauvaises performances offensives dans le match 1 avec respectivement 19 et 15 points. Le Thunder est devenu la première équipe à compter au moins cinq joueurs ayant inscrits au minimum 15 points lors d’un match de Finales NBA depuis les Raptors de Toronto en 2019.

### Match 3
| 11 juin 2025 20h30 EDT | Rapport PDF | Thunder d'Oklahoma City 107, Pacers de l'Indiana 116               | Thunder d'Oklahoma City 107, Pacers de l'Indiana 116 | Thunder d'Oklahoma City 107, Pacers de l'Indiana 116              |  | Gainbridge Fieldhouse, Indianapolis, Indiana Affluence : 17 274 Arbitres : #19 James Capers, #25 Tony Brothers, #39 Tyler Ford, #61 Courtney Kirkland | ABC |
| 11 juin 2025 20h30 EDT | Rapport PDF | Score par quart-temps : 32-24, 28-40, 29-20, 18-32                 |                                                      |                                                                   |  | Gainbridge Fieldhouse, Indianapolis, Indiana Affluence : 17 274 Arbitres : #19 James Capers, #25 Tony Brothers, #39 Tyler Ford, #61 Courtney Kirkland | ABC |
| 11 juin 2025 20h30 EDT | Rapport PDF | Score par mi-temps : 60-64, 47-52                                  |                                                      |                                                                   |  | Gainbridge Fieldhouse, Indianapolis, Indiana Affluence : 17 274 Arbitres : #19 James Capers, #25 Tony Brothers, #39 Tyler Ford, #61 Courtney Kirkland | ABC |
| 11 juin 2025 20h30 EDT | Rapport PDF | Jalen Williams, 26 Chet Holmgren, 10 Caruso, Gilgeous-Alexander, 4 | Points Rebonds Passes d.                             | Bennedict Mathurin, 27 Tyrese Haliburton, 9 Tyrese Haliburton, 11 |  | Gainbridge Fieldhouse, Indianapolis, Indiana Affluence : 17 274 Arbitres : #19 James Capers, #25 Tony Brothers, #39 Tyler Ford, #61 Courtney Kirkland | ABC |
| 11 juin 2025 20h30 EDT | Rapport PDF | Indiana mène la série 2 à 1.                                       |                                                      |                                                                   |  | Gainbridge Fieldhouse, Indianapolis, Indiana Affluence : 17 274 Arbitres : #19 James Capers, #25 Tony Brothers, #39 Tyler Ford, #61 Courtney Kirkland | ABC |

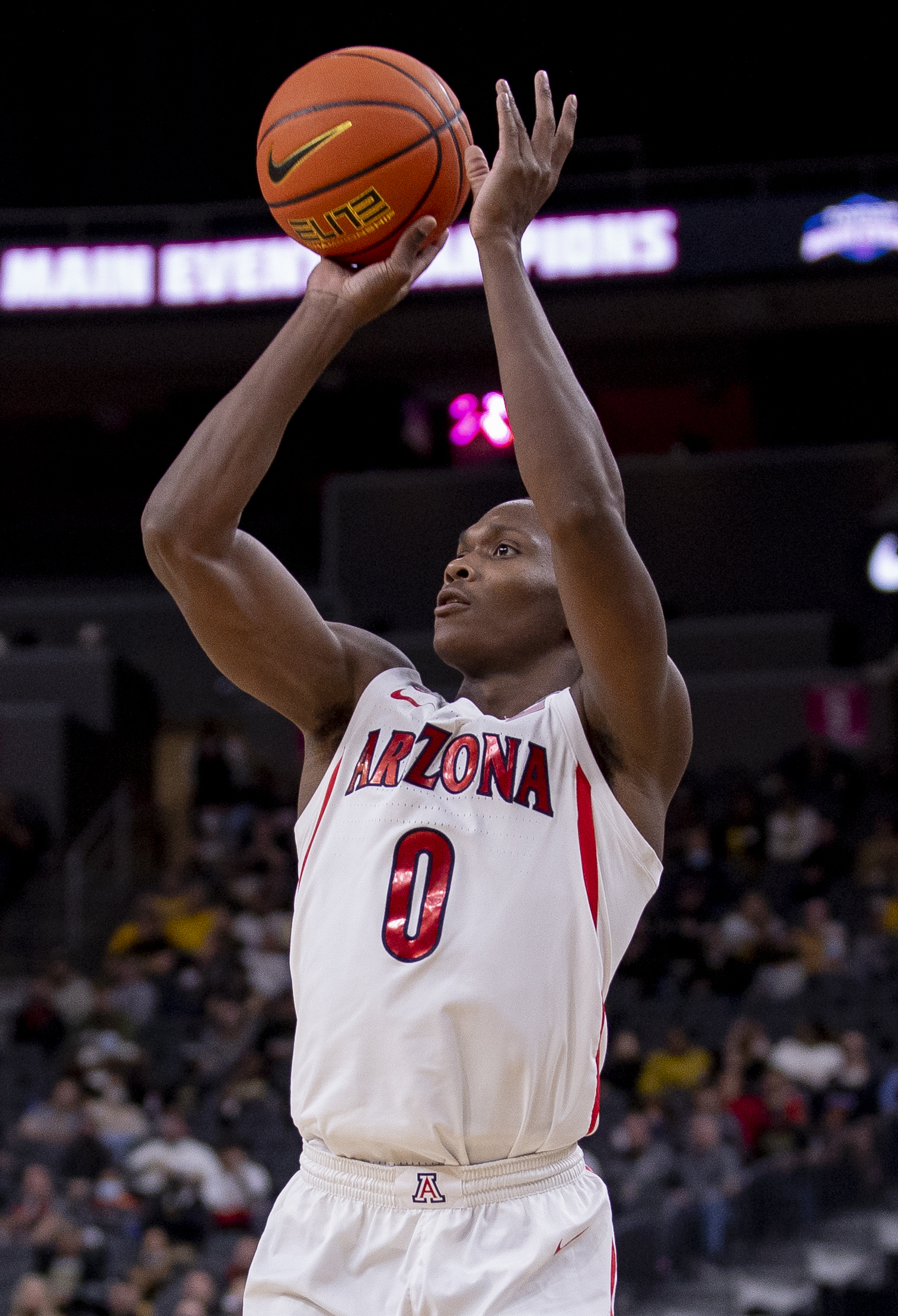
Bennedict Mathurin, artisan de la victoire d'Indiana en sortie de banc.

Dans un match très disputé dans lequel aucune équipe n’était n'arrive à prendre plus de 10 points d'avance, les Pacers ont pris le large dans le quatrième quart-temps pour reprendre l'avantage dans la série. Le Thunder a pris rapidement pris une avance de neuf points derrière les départs tonitruants de Chet Holmgren et Luguentz Dort, qui ont inscrit ensemble 22 des 32 points de l’équipe dans le premier quart-temps. Cependant, le banc d’Indiana a changé la dynamique du match dans le deuxième quart-temps. Bennedict Mathurin a marqué 14 points dans cette période, tandis que T. J. McConnell a dynamisé l’équipe avec quatre passes décisives et trois interceptions pendant le quart-temps. Le match est resté serré, et le Thunder prend une avance de cinq points dans la fin du troisième quart-temps. De là, les Pacers ont repris le contrôle. Indiana a inscrits 13 tirs sur les 21 tentatives dans la dernière période, tout en limitant le Thunder à seulement 35% de réussite au niveau de ses tirs. Avec un score de 98 partout et moins de sept minutes de jeu restantes, Tyrese Haliburton a contribué à 10 des 14 points inscrits par les Pacers lors d’une série décisive de 14 à 6 qui leur a donné une avance suffisante pour l'emporter.
Mathurin réalise une grande performance en sortie de banc, avec un record en playoffs de 27 points en inscrivant 9 de ses 12 tirs en 22 minutes de jeu, marquant le plus grand nombre de points par un remplaçant lors des Finales NBA depuis Jason Terry et ses 27 points en 2011. Mathurin est soutenu par McConnell (5 interceptions, 5 passes décisives) et Obi Toppin (6 rebonds, 2 contres), aidant Indiana à dominer Oklahoma City 49-18 dans les points inscrits par les joueurs de banc. Haliburton a presque réalisé un triple-double avec 22 points, 11 passes et 9 rebonds, tandis que Pascal Siakam ajoute 21 points, ce qui donne aux Pacers trois joueurs à plus de 20 points dans le match après n’en avoir aucun lors des deux premiers. Jalen Williams a mené le Thunder avec 26 points. Shai Gilgeous-Alexander a contribué avec 24 points mais a été en difficulté sur sa gestion du ballon aevc 6 pertes de balles contre 4 passes décisives, ayant ainsi son premier match de playoffs avec un ratio passes/ballons perdus négatif.

### Match 4
| 13 juin 2025 20h30 EDT | Rapport PDF | Thunder d'Oklahoma City 111, Pacers de l'Indiana 104                        | Thunder d'Oklahoma City 111, Pacers de l'Indiana 104 | Thunder d'Oklahoma City 111, Pacers de l'Indiana 104    |  | Gainbridge Fieldhouse, Indianapolis, Indiana Affluence : 17 274 Arbitres : #48 Scott Foster, #58 Josh Tiven, #4 Sean Wright, #61 Courtney Kirkland | ABC |
| 13 juin 2025 20h30 EDT | Rapport PDF | Score par quart-temps : 34-35, 23-25, 23-27, 31-17                          |                                                      |                                                         |  | Gainbridge Fieldhouse, Indianapolis, Indiana Affluence : 17 274 Arbitres : #48 Scott Foster, #58 Josh Tiven, #4 Sean Wright, #61 Courtney Kirkland | ABC |
| 13 juin 2025 20h30 EDT | Rapport PDF | Score par mi-temps : 57-60, 54-44                                           |                                                      |                                                         |  | Gainbridge Fieldhouse, Indianapolis, Indiana Affluence : 17 274 Arbitres : #48 Scott Foster, #58 Josh Tiven, #4 Sean Wright, #61 Courtney Kirkland | ABC |
| 13 juin 2025 20h30 EDT | Rapport PDF | Shai Gilgeous-Alexander, 35 Chet Holmgren, 15 Hartenstein, Jal. Williams, 3 | Points Rebonds Passes d.                             | Pascal Siakam, 20 Aaron Nesmith, 9 Tyrese Haliburton, 7 |  | Gainbridge Fieldhouse, Indianapolis, Indiana Affluence : 17 274 Arbitres : #48 Scott Foster, #58 Josh Tiven, #4 Sean Wright, #61 Courtney Kirkland | ABC |
| 13 juin 2025 20h30 EDT | Rapport PDF | Égalité dans la série 2 à 2.                                                |                                                      |                                                         |  | Gainbridge Fieldhouse, Indianapolis, Indiana Affluence : 17 274 Arbitres : #48 Scott Foster, #58 Josh Tiven, #4 Sean Wright, #61 Courtney Kirkland | ABC |

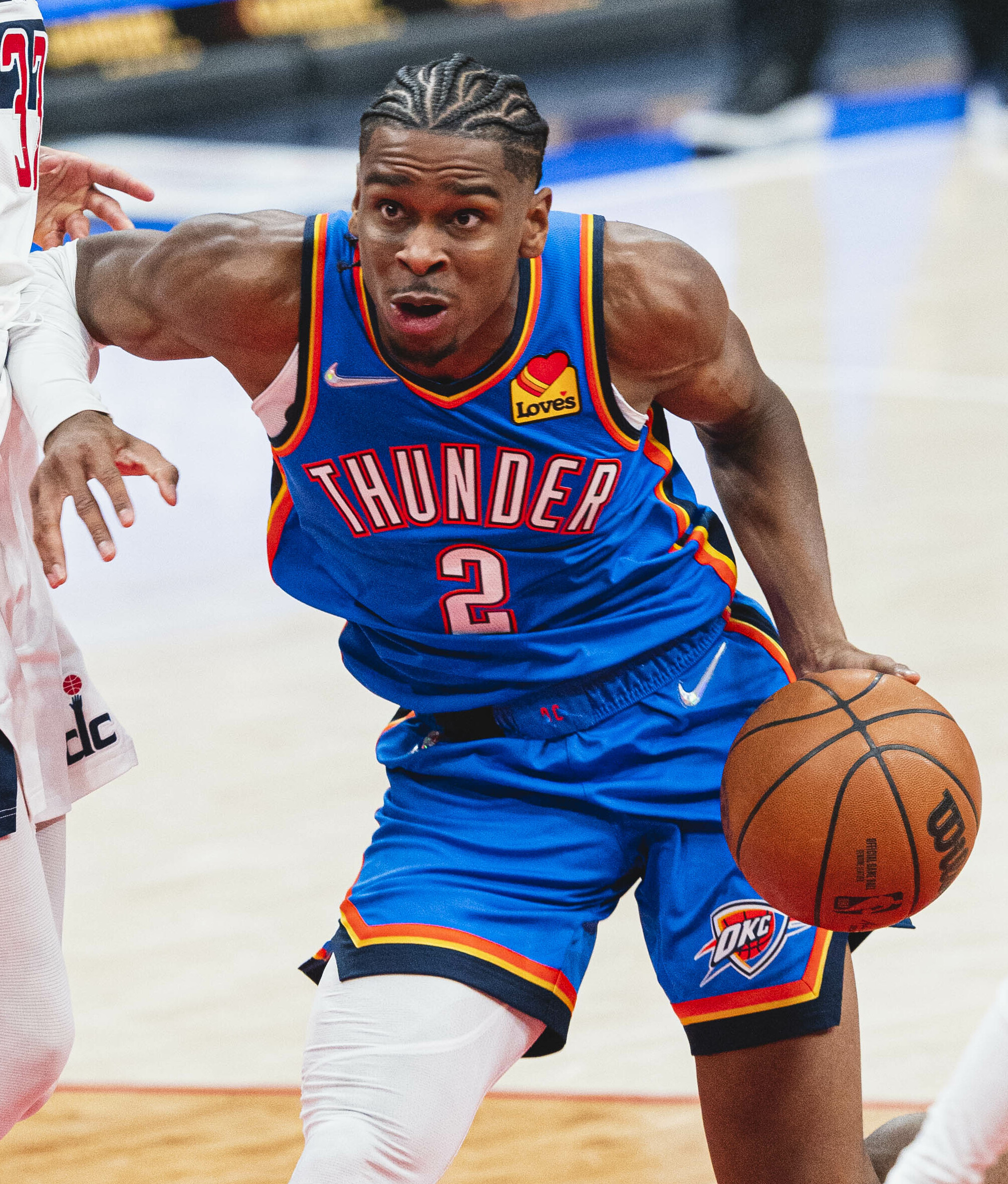
Shai Gilgeous-Alexander, précieux dans le scoring en fin de match.

Tout comme leur demi-finale de conférence contre les Nuggets de Denver, le Thunder a remporté un match crucial pour éviter d'être mené 3-1. Le Thunder est revenu au score lors du 4e quart-temps après avoir accusé un retard de 10 points. Avec cette victoire, le Thunder égalise dans la série à 2–2.
Shai Gilgeous-Alexander a inscrit 15 de ses 35 points dans les cinq dernières minutes, contribuant grandement au retour d’Oklahoma City d’un déficit de 10 points en seconde période. Jalen Williams a ajouté 27 points, Alex Caruso 20 et Chet Holmgren termine avec 14 points et 15 rebonds. Dans les dernières actions du quatrième quart-temps, la défense d'Holmgren s’est avérée efficace contre Tyrese Haliburton. Le Thunder remporte le match malgré leur pire performance à trois points de la saison et aucune passes décisive délivrée par Gilgeous-Alexander pour la première fois de toute la saison.
Les Pacers, qui avaient 10 points d’avance dans le troisième quart, n’ont pas réussi à concrétiser leur fin de match. Pascal Siakam qui a marqué 20 sur le match, n’a pris qu’un seul tir dans le quatrième quart-temps. Haliburton a inscrit 18 points et 7 passes décisives, tandis qu’Obi Toppin a continué son excellente entrée en sortie de banc avec 17 points. Les Pacers ont eu des occasions de marquer en fin de partie, mais Bennedict Mathurin a manqué 3 lancers francs sur 4 et a commis 2 fautes dans les 23 dernières secondes. Haliburton est entré dans l’histoire en inscrivant le plus grand nombre de points au cours d’une série de 3 matchs (53 points) sans tentative de lancer franc, dépassant ainsi la marque de Kobe Bryant établie lors des Finales NBA 2000.

### Match 5
| 16 juin 2025 20h30 EDT | Rapport PDF | Pacers de l'Indiana 109, Thunder d'Oklahoma City 120         | Pacers de l'Indiana 109, Thunder d'Oklahoma City 120 | Pacers de l'Indiana 109, Thunder d'Oklahoma City 120             |  | Paycom Center, Oklahoma City, Oklahoma Affluence : 18 203 Arbitres : #10 John Goble, #8 Marc Davis, #60 James Williams, #46 Ben Taylor | ABC |
| 16 juin 2025 20h30 EDT | Rapport PDF | Score par quart-temps : 22-32, 23-27, 34-28, 30-33           |                                                      |                                                                  |  | Paycom Center, Oklahoma City, Oklahoma Affluence : 18 203 Arbitres : #10 John Goble, #8 Marc Davis, #60 James Williams, #46 Ben Taylor | ABC |
| 16 juin 2025 20h30 EDT | Rapport PDF | Score par mi-temps : 45-59, 64-61                            |                                                      |                                                                  |  | Paycom Center, Oklahoma City, Oklahoma Affluence : 18 203 Arbitres : #10 John Goble, #8 Marc Davis, #60 James Williams, #46 Ben Taylor | ABC |
| 16 juin 2025 20h30 EDT | Rapport PDF | Pascal Siakam, 28 Bennedict Mathurin, 8 Tyrese Haliburton, 6 | Points Rebonds Passes d.                             | Jalen Williams, 40 Chet Holmgren, 11 Shai Gilgeous-Alexander, 10 |  | Paycom Center, Oklahoma City, Oklahoma Affluence : 18 203 Arbitres : #10 John Goble, #8 Marc Davis, #60 James Williams, #46 Ben Taylor | ABC |
| 16 juin 2025 20h30 EDT | Rapport PDF | Oklahoma City mène la série 3 à 2.                           |                                                      |                                                                  |  | Paycom Center, Oklahoma City, Oklahoma Affluence : 18 203 Arbitres : #10 John Goble, #8 Marc Davis, #60 James Williams, #46 Ben Taylor | ABC |

Oklahoma City a interrompu une tentative de retour d’Indiana dans le quatrième quart-temps pour prendre l'avantage dans la série. Jalen Williams bat son record en playoffs avec 40 points, et Shai Gilgeous-Alexander en a ajouté 31 dans la victoire 120-109 du Thunder. C'est la 10e fois que le duo de stars du Thunder combinait plus de 70 points dans un match. Williams a inscrit 14 de 24 tirs, tandis que Gilgeous-Alexander a ajouté 10 passes décisives après n'en avoir delivré aucun dans le match 4. Le duo a combiné pour contribuer sur 103 points de l'équipe, la plus grande marque par un duo lors d’un match de Finales NBA au cours des 50 dernières années, selon ESPN Research. Après cinq matchs, Gilgeous-Alexander et Williams ont totalisé 291 points, le quatrième plus grand total de points inscrits par un duo lors des cinq premiers matchs d’une finale NBA. Après un match 4 compliqué au niveau de l'adresse du Thunder, Williams (3 sur 5), Luguentz Dort (3 sur 6), Aaron Wiggins (4 sur 7) et Cason Wallace (3 sur 4) ont mené le tir à 3 points pour OKC, qui a tiré à 43,8% de réussite à trois points.
Comme lors de leurs deux matchs précédents à Oklahoma City, les Pacers ont connu un début difficile. Tyrese Haliburton s'ets blessé au mollet droit dans le premier quart-temps et n'a pas réussi à inscrire le moindre tir du reste du match, ne marquant que quatre points. Avec Haliburton entravé, le meneur de jeu T. J. McConnell a pris le relais, marquant 13 points en un peu moins de sept minutes dans le troisième quart-temps. Les Pacers ont pris cet élan au quatrième quart-temps, alors que l'équipe revient à 95-93. Cependant, c'est l'écart le plus proche que l’Indiana ait obtenu alors que OKC augmentait la pression, infligeant à Indiana une série de 21–8 en cinq minutes. Pascal Siakam a terminé avec 28 points inscrivant 9 de ses 15 tirs, et McConnell a marqué 18 points au total. C’était la première fois sur cette campagne de playoffs que les Pacers sont menés dans une série.

### Match 6
| 19 juin 2025 20h30 EDT | Rapport PDF | Thunder d'Oklahoma City 91, Pacers de l'Indiana 108           | Thunder d'Oklahoma City 91, Pacers de l'Indiana 108 | Thunder d'Oklahoma City 91, Pacers de l'Indiana 108 |  | Gainbridge Fieldhouse, Indianapolis, Indiana Affluence : 17 274 Arbitres : #15 Zach Zarba, #25 Tony Brothers, #16 David Guthrie, #39 Tyler Ford | ABC |
| 19 juin 2025 20h30 EDT | Rapport PDF | Score par quart-temps : 25-28, 17-36, 18-26, 31-18            |                                                     |                                                     |  | Gainbridge Fieldhouse, Indianapolis, Indiana Affluence : 17 274 Arbitres : #15 Zach Zarba, #25 Tony Brothers, #16 David Guthrie, #39 Tyler Ford | ABC |
| 19 juin 2025 20h30 EDT | Rapport PDF | Score par mi-temps : 42-64, 49-44                             |                                                     |                                                     |  | Gainbridge Fieldhouse, Indianapolis, Indiana Affluence : 17 274 Arbitres : #15 Zach Zarba, #25 Tony Brothers, #16 David Guthrie, #39 Tyler Ford | ABC |
| 19 juin 2025 20h30 EDT | Rapport PDF | Shai Gilgeous-Alexander, 21 Chet Holmgren, 6 Ajay Mitchell, 4 | Points Rebonds Passes d.                            | Obi Toppin, 20 Pascal Siakam, 13 T. J. McConnell, 6 |  | Gainbridge Fieldhouse, Indianapolis, Indiana Affluence : 17 274 Arbitres : #15 Zach Zarba, #25 Tony Brothers, #16 David Guthrie, #39 Tyler Ford | ABC |
| 19 juin 2025 20h30 EDT | Rapport PDF | Égalité dans la série 3 à 3.                                  |                                                     |                                                     |  | Gainbridge Fieldhouse, Indianapolis, Indiana Affluence : 17 274 Arbitres : #15 Zach Zarba, #25 Tony Brothers, #16 David Guthrie, #39 Tyler Ford | ABC |

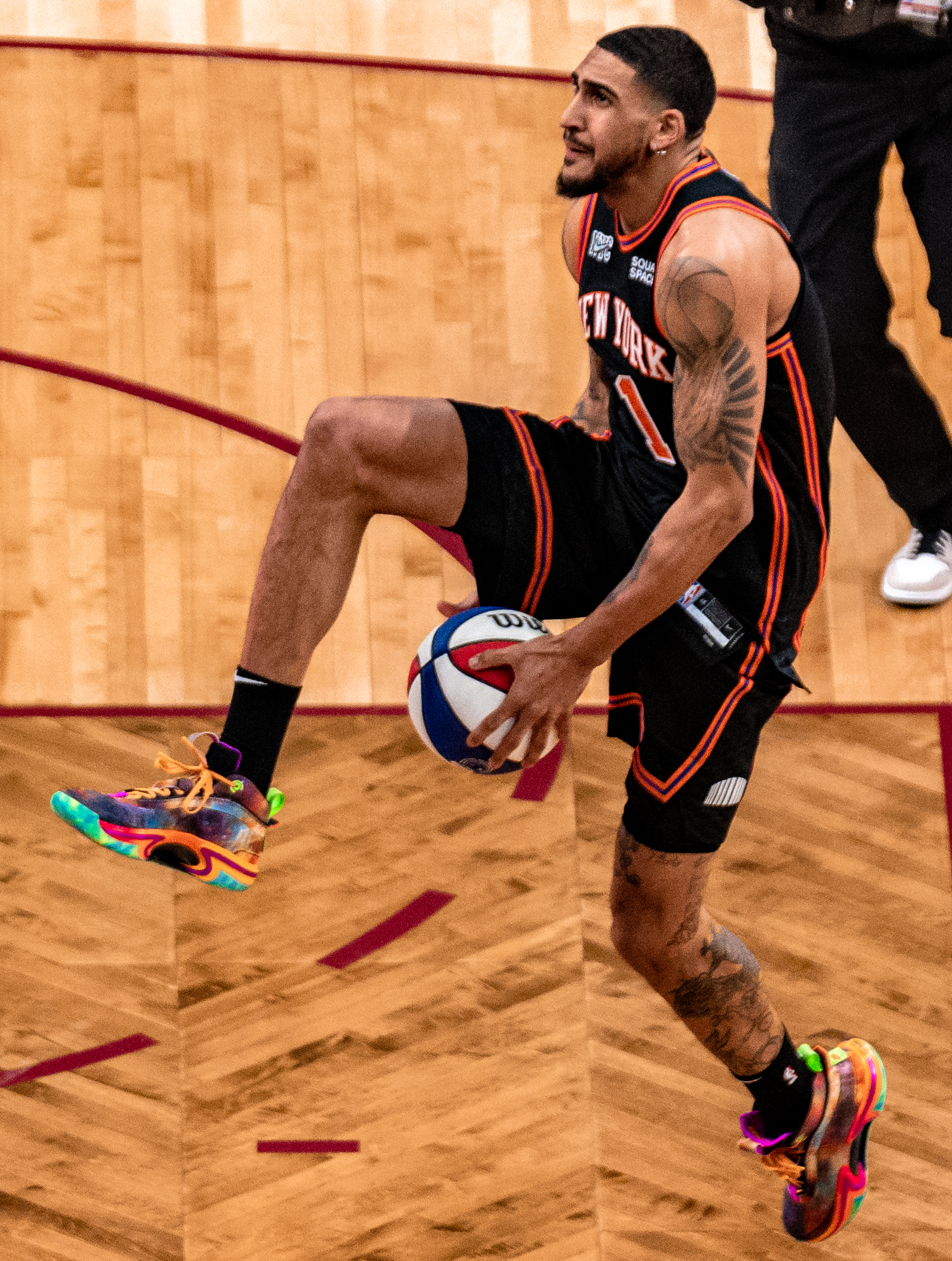
Obi Toppin, artisan principal du banc des Pacers pour forcer un match 7 décisif.

Un effort équilibré des Pacers des deux côtés du terrain a permis de prolonger la série et de forcer un match 7 lors des Finales NBA pour la première fois depuis 2016. Le Thunder commence le match avec la même intensité que la fin du match précédent, avec une série de 10-2 pour commencer la partie. Les Pacers ont rapidement répondu avec une série de 24-7, mise en évidence par Andrew Nembhard et Obi Toppin qui ont marqué 16 des 24 points et la défense d’Indiana qui a forcé quatre pertes de balles. Le premier quart-temps se termine avec les Pacers en tête, 28-25, soit la plus faible production de points pour le Thunder dans le premier quart sur cette série. Les Pacers ont étendu leur avance à 51-35, et le quart-temps se termine sur un buzzer beater de Pascal Siakam face à Alex Caruso À la mi-temps, Indiana détient une avance de 64-42. Côté Oklahoma City, Jalen Williams et Shai Gilgeous-Alexander ont inscrit 31 des 42 points du Thunder.
Oklahoma City a eu une chance de revenir dans le match au début du troisième quart-temps, puisque les Pacers ont raté leurs sept premières tentatives. Cependant, le Thunder commence le quart à froid, manquant également ses sept premiers tirs, et il n’y a pas eu de points marqués lors des quatre premières minutes de jeu. Indiana a terminé le troisième quart-temps de la même manière qu’ils ont terminé le second, avec un buzzer beater, cette fois de Ben Sheppard, qui a accentué le score à 90-60. Avec une grosse avance, les Pacers ont pu reposer Haliburton pendant la majeure partie de la seconde mi-temps, lui qui s'est blessé au mollet sur le match précédent. Obi Toppin a mené les Pacers avec 20 points en sortie de banc. Cinq autres joueurs des Pacers ont marqué plsu de dix points. Ils ont provoqué 21 pertes de balles pour le Thunder, dont 8 par Gilgeous-Alexander. Oklahoma City n’a tiré qu'à 26,7% à trois points, et Jalen Williams obtient la pire statistique de l'histoire des playoffs avec -40 lors de sa présence sur le terrain.

### Match 7
| 22 juin 2025 20h00 EDT | Rapport PDF | Pacers de l'Indiana 91, Thunder d'Oklahoma City 103              | Pacers de l'Indiana 91, Thunder d'Oklahoma City 103 | Pacers de l'Indiana 91, Thunder d'Oklahoma City 103                           |  | Paycom Center, Oklahoma City, Oklahoma Affluence : 18 203 Arbitres : #19 James Capers, #58 Josh Tiven, #4 Sean Wright, #60 James Williams | ABC |
| 22 juin 2025 20h00 EDT | Rapport PDF | Score par quart-temps : 22-25, 26-22, 20-34, 23-22               |                                                     |                                                                               |  | Paycom Center, Oklahoma City, Oklahoma Affluence : 18 203 Arbitres : #19 James Capers, #58 Josh Tiven, #4 Sean Wright, #60 James Williams | ABC |
| 22 juin 2025 20h00 EDT | Rapport PDF | Score par mi-temps : 48-47, 43-56                                |                                                     |                                                                               |  | Paycom Center, Oklahoma City, Oklahoma Affluence : 18 203 Arbitres : #19 James Capers, #58 Josh Tiven, #4 Sean Wright, #60 James Williams | ABC |
| 22 juin 2025 20h00 EDT | Rapport PDF | Bennedict Mathurin, 24 Bennedict Mathurin, 13 Andrew Nembhard, 6 | Points Rebonds Passes d.                            | Shai Gilgeous-Alexander, 29 Isaiah Hartenstein, 9 Shai Gilgeous-Alexander, 12 |  | Paycom Center, Oklahoma City, Oklahoma Affluence : 18 203 Arbitres : #19 James Capers, #58 Josh Tiven, #4 Sean Wright, #60 James Williams | ABC |
| 22 juin 2025 20h00 EDT | Rapport PDF | Oklahoma City remporte la série 4 à 3.                           |                                                     |                                                                               |  | Paycom Center, Oklahoma City, Oklahoma Affluence : 18 203 Arbitres : #19 James Capers, #58 Josh Tiven, #4 Sean Wright, #60 James Williams | ABC |

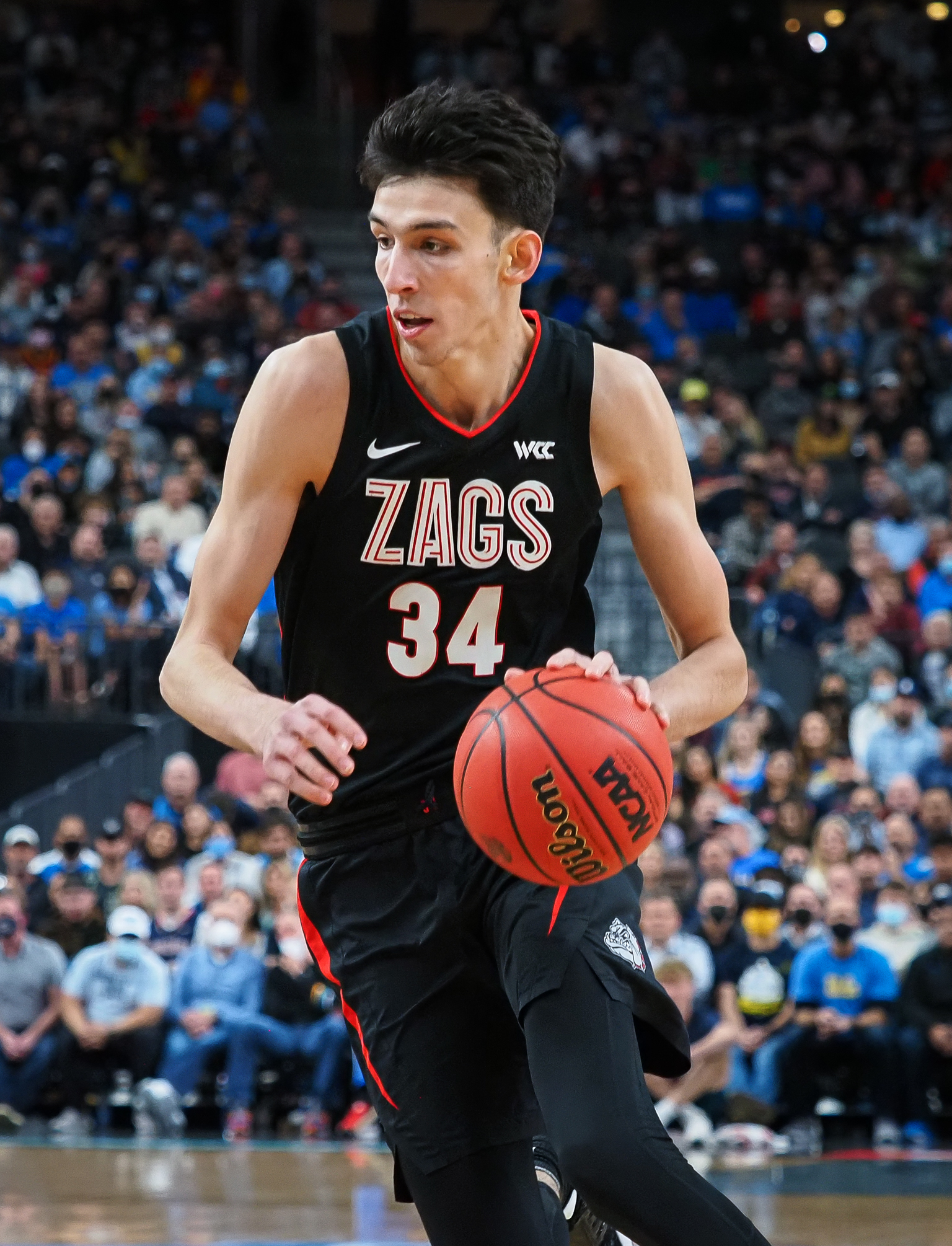
Chet Holmgren, bat le record de tirs contrés dans un match 7 de Finales NBA, avec 5 contres.

C'est le 20e match 7 de l’histoire des Finales NBA. C’était le premier match 7 d’une finale NBA dans l’histoire des Pacers, tandis que le Thunder, alors connu sous le nom des SuperSonics de Seattle, a perdu son match 7 en 1978 à domicile contre les Bullets de Washington.
À cinq minutes de la fin du premier quart-temps, Tyrese Haliburton, qui jouait déjà avec une blessure au mollet droit, s’est gravement blessé à la jambe droite avec une rupture du tendon d'Achille. Toute l’équipe des Pacers a quitté le banc pour se regrouper autour du joueur, qui s’est levé et a été aidé à quitter le terrain. Avant sa blessure, Haliburton avait débuté le match sur les chapeaux de roue avec 3 paniers à trois points inscrits. Malgré la perte de leur meneur star, les Pacers ont pris une avance d'un point, 48-47, à l'issue de la première mi-temps.
Cependant, le troisième quart-temps a vu Oklahoma City prendre le large avec trois paniers à trois points consécutifs, donnant au Thunder une avance de 65-56. Chet Holmgren et Jalen Williams, qui ont tous deux eu du mal en première mi-temps, ont combiné 16 points dans ce quart-temps. La seule satisfaction pour Indiana est T. J. McConnell, qui a marqué 12 points consécutifs pour les Pacers; cependant, l'équipe accuse un retard de 13 points à la fin du quart-temps, 81-68. Les difficultés d'Indiana ont continué jusqu’au quatrième quart-temps, car ils n’ont pas marqué de panier jusqu’à ce que Pascal Siakam réalise un tir à mi-distance avec un peu plus de 7 minutes à jouer. Les Pacers ont pu réduire l’avance à 10 points dans ce quart, mais c’était la plus petite marge pour le reste du match. Les trois joueurs clés du Thunder (Shai Gilgeous-Alexander, Williams et Holmgren) ont mené Oklahoma City à une victoire 103-91 lors de ce dernier match décisif ; Gilgeous-Alexander a inscrit 29 points et 12 passes décisives, Holmgren a enregistré 18 points, 8 rebonds et 5 contres, et Williams a marqué 20 points. Avec 103 points inscrits, le Thunder est devenu la première équipe à marquer 100 points ou plus lors d’un match 7 de Finales NBA depuis les Lakers de Los Angeles et les Pistons de Détroit en 1988.
Gilgeous-Alexander est alors élu MVP des Finales. Il est le premier joueur à remporter le titre MVP de la saison régulière et de MVP des Finales dans la même saison depuis LeBron James en 2013. Il est également devenu le quatrième joueur à remporter le titre de meilleur marqueur de la saison régulière, ainsi que les titres de MVP de la saison régulière et des Finales en une saison, le premier depuis Shaquille O'Neal en 2000.
C’était le premier titre de champion dans l’État d'Oklahoma dans un sport professionnel majeur. Le Thunder est également la deuxième plus jeune équipe à remporter un titre NBA, derrière les Trail Blazers de Portland en 1977.

## Statistiques

### Pacers de l'Indiana
| Joueur             | MJ | MC | MPG  | FG%  | 3P%  | FT%  | RPG | APG | SPG | BPG | PPG  |
| ------------------ | -- | -- | ---- | ---- | ---- | ---- | --- | --- | --- | --- | ---- |
| Tony Bradley       | 3  | 0  | 7.8  | 50.0 | —    | 83.3 | 2.3 | 0.0 | 0.0 | 0.0 | 3.0  |
| Thomas Bryant      | 6  | 0  | 5.4  | 50.0 | 40.0 | 50.0 | 0.3 | 0.2 | 0.0 | 0.2 | 1.7  |
| Johnny Furphy      | 4  | 0  | 3.0  | 100  | —    | 0.0  | 0.3 | 0.0 | 0.0 | 0.0 | 0.5  |
| Tyrese Haliburton  | 7  | 7  | 30.0 | 45.7 | 35.6 | 100  | 4.6 | 5.9 | 1.1 | 0.6 | 14.0 |
| James Johnson      | 2  | 0  | 2.4  | 50.0 | —    | —    | 0.0 | 0.0 | 0.0 | 0.0 | 1.0  |
| Bennedict Mathurin | 7  | 0  | 20.6 | 42.1 | 33.3 | 78.0 | 5.1 | 1.3 | 0.6 | 0.7 | 12.4 |
| T. J. McConnell    | 7  | 0  | 20.3 | 55.2 | 60.0 | 77.8 | 3.6 | 4.3 | 2.1 | 0.1 | 12.0 |
| Andrew Nembhard    | 7  | 7  | 33.9 | 46.6 | 42.3 | 77.3 | 3.1 | 3.7 | 1.3 | 0.1 | 11.7 |
| Aaron Nesmith      | 7  | 7  | 27.0 | 38.6 | 47.2 | 71.4 | 5.9 | 1.0 | 0.9 | 0.7 | 9.4  |
| Obi Toppin         | 7  | 0  | 23.8 | 45.3 | 36.1 | 50.0 | 5.0 | 1.1 | 0.7 | 0.4 | 11.0 |
| Ben Sheppard       | 7  | 0  | 13.6 | 44.4 | 33.3 | —    | 2.1 | 0.1 | 0.7 | 0.1 | 2.9  |
| Pascal Siakam      | 7  | 7  | 33.4 | 45.4 | 35.7 | 78.7 | 7.7 | 3.7 | 1.6 | 1.3 | 19.3 |
| Myles Turner       | 7  | 7  | 27.1 | 37.7 | 21.4 | 75.9 | 4.4 | 1.4 | 0.3 | 1.4 | 10.6 |

### Thunder d'Oklahoma City
| Joueur                  | MJ | MC | MPG  | FG%  | 3P%  | FT%  | RPG | APG | SPG | BPG | PPG  |
| ----------------------- | -- | -- | ---- | ---- | ---- | ---- | --- | --- | --- | --- | ---- |
| Alex Caruso             | 7  | 0  | 28.8 | 43.4 | 40.0 | 83.3 | 3.6 | 1.6 | 2.4 | 0.9 | 10.1 |
| Ousmane Dieng           | 3  | 0  | 1.9  | 33.3 | 50.0 | —    | 0.0 | 0.0 | 0.0 | 0.3 | 1.0  |
| Luguentz Dort           | 7  | 7  | 31.4 | 42.2 | 44.7 | 50.0 | 4.6 | 0.7 | 1.6 | 0.4 | 8.1  |
| Shai Gilgeous-Alexander | 7  | 7  | 38.2 | 44.3 | 24.2 | 91.4 | 4.6 | 5.6 | 1.9 | 1.6 | 30.3 |
| Isaiah Hartenstein      | 7  | 4  | 19.1 | 60.9 | —    | 68.8 | 6.7 | 2.3 | 0.9 | 0.3 | 5.6  |
| Chet Holmgren           | 7  | 7  | 30.3 | 39.5 | 15.8 | 85.2 | 8.9 | 0.6 | 0.6 | 1.6 | 12.3 |
| Isaiah Joe              | 5  | 0  | 8.2  | 61.5 | 55.6 | 100  | 0.6 | 0.2 | 0.2 | 0.0 | 4.8  |
| Dillon Jones            | 3  | 0  | 3.3  | 100  | —    | —    | 0.7 | 0.3 | 0.0 | 0.0 | 1.3  |
| Ajay Mitchell           | 4  | 0  | 4.9  | 14.3 | 0.0  | 100  | 1.3 | 1.3 | 0.0 | 0.0 | 1.0  |
| Cason Wallace           | 7  | 3  | 22.3 | 47.4 | 31.3 | 50.0 | 2.6 | 0.7 | 1.7 | 0.6 | 6.0  |
| Aaron Wiggins           | 7  | 0  | 14.3 | 36.4 | 45.5 | 70.0 | 2.0 | 0.7 | 0.6 | 0.3 | 5.9  |
| Jalen Williams          | 7  | 7  | 34.7 | 43.3 | 26.7 | 81.0 | 5.0 | 3.7 | 0.9 | 0.0 | 23.6 |
| Jaylin Williams         | 3  | 0  | 4.9  | 75.0 | 75.0 | 50.0 | 2.0 | 0.3 | 0.3 | 0.0 | 3.3  |
| Kenrich Williams        | 7  | 0  | 7.9  | 30.0 | 16.7 | 0.0  | 1.7 | 0.6 | 0.0 | 0.1 | 1.0  |